# Лінкольн-Парк (Колорадо)
Лінкольн-Парк (англ. Lincoln Park) — переписна місцевість (CDP) в США, в окрузі Фремонт штату Колорадо. Населення — 3934 особи (2020).

## Географія
Лінкольн-Парк розташований за координатами 38°25′32″ пн. ш. 105°12′47″ зх. д. / 38.42556° пн. ш. 105.21306° зх. д. (38.425492, -105.213052).  За даними Бюро перепису населення США в 2010 році переписна місцевість мала площу 9,75 км², уся площа — суходіл.

## Демографія
Згідно з переписом 2010 року, у переписній місцевості мешкало 3546 осіб у 1593 домогосподарствах у складі 1034 родин. Густота населення становила 364 особи/км².  Було 1730 помешкань (177/км²).
Расовий склад населення:
| - 94,4 % — білих - 0,9 % — корінних американців - 0,3 % — азіатів - 0,1 % — вихідців з тихоокеанських островів - 0,1 % — чорних або афроамериканців - 2,2 % — осіб інших рас |

До двох чи більше рас належало 2,1 %. Частка іспаномовних становила 7,4 % від усіх жителів.
За віковим діапазоном населення розподілялося таким чином: 19,0 % — особи молодші 18 років, 54,7 % — особи у віці 18—64 років, 26,3 % — особи у віці 65 років та старші. Медіана віку мешканця становила 50,4 року. На 100 осіб жіночої статі у переписній місцевості припадало 94,1 чоловіків;  на 100 жінок у віці від 18 років та старших — 92,1 чоловіків також старших 18 років.
Середній дохід на одне домашнє господарство  становив 48 508 доларів США (медіана — 36 618), а середній дохід на одну сім'ю — 58 688 доларів (медіана — 51 473). Медіана доходів становила 34 742 долари для чоловіків та 25 865 доларів для жінок. За межею бідності перебувало 19,6 % осіб, у тому числі 31,8 % дітей у віці до 18 років та 6,7 % осіб у віці 65 років та старших.
Цивільне працевлаштоване населення становило 1079 осіб. Основні галузі зайнятості: освіта, охорона здоров'я та соціальна допомога — 27,0 %, публічна адміністрація — 15,9 %, науковці, спеціалісти, менеджери — 9,7 %, мистецтво, розваги та відпочинок — 9,5 %.